# Пам'ятки Селидового
У місті Селидове Донецької області на обліку перебуває 19 пам'яток історії та 1 пам'ятка монументального мистецтва. Загалом з них 3 пам'ятники В.І.Леніну  і 4 братські могили радянським воїнам.

## Пам'ятки історії
| № пп | Охорон. номер | Найменування пам'ятки                                                         | Місцезнаходження пам'ятки                                 | Рік встановлення     | Автор                     | Рішення                |
| ---- | ------------- | ----------------------------------------------------------------------------- | --------------------------------------------------------- | -------------------- | ------------------------- | ---------------------- |
| 1.   | 1903          | Пам'ятник «Козацький сторожовий пост».                                        | вул. К.Маркса, 2.                                         | 1978 р.              | Скульптор: Гевеке Я. П.   | 19.04. 1983 р. № 280   |
| 2.   | 1779          | Пам'ятник воїнам-визволителям та воїнам-землякам.                             | вул. К.Маркса, 8.                                         | 1973 р.              | Скульптор: Гевеке Я. П.   | 12.02. 1971 р. № 84    |
| 3.   | 534           | Братська могила радянських воїнів Південного фронту та військовополонених.    | вул. Михайлівська.                                        | 1956 р.              | -                         | 17.12. 1969 р. № 724   |
| 4.   | 539           | Могила невідомого радянського офіцера.                                        | вул. Московська.                                          | 1966 р.              | -                         | 17.12. 1969 р. № 724   |
| 5.   | 533           | Братська могила борців за Радянську владу.                                    | вул. Центральна, 79.                                      | 1956 р. рек. 1968 р. | -                         | 17.12. 1969 р. № 724   |
| 6.   | 3252          | Могила Бондаря Є. Д, воїна-афганця, прапорщика .                              | цвинтар, півд.-зах. частина.                              | 1985 р.              | -                         | 14.07. 1993 р. № 419   |
| 7.   | 535           | Братська могила радянських воїнів Південного фронту та партизанів.            | вул. Черняхівського.                                      | 1960 р.              | -                         | 17.12. 1969 р. № 724   |
| 8.   | 536           | Братська могила радянських військовополонених.                                | Гірницька м/р, м. Гірник.                                 | 1956 р.              | -                         | 17.12. 1969 р. № 724   |
| 9.   | 538           | Братська могила радянських військовополонених.                                | Гірницька м/р, м. Гірник.                                 | 1956 р.              | -                         | 17.12. 1969 р. № 724   |
| 10.  | 542           | Пам'ятник Хмельницькому Б. З.,державному діячу, гетьману України, полководцю. | Українська м/р, м. Українськ.                             | 1964 р.              | Скульптор: Гевеке Я. П.   | 5.09. 1973 р. № 475    |
| 11.  | 3255          | Могила Алієва Р. Н, воїна-афганця, молодшого сержанта.                        | Українська м/р, м. Українськ, цвинтар.                    | 1987 р.              | -                         | 14.07. 1993 р. № 419   |
| 12.  | 3254          | Могила Пильника Ю. В, воїна-афганця, рядового.                                | Українська м/р, м. Українськ, цвинтар, зах. част.         | 1986 р.              | -                         | 14.07. 1993 р. № 419   |
| 13.  | 537           | Могила Погибка І. Ф., капітана радянського воъна                              | Цукуринська сел/р, смт Цукурине.                          | 1970 р.              | -                         | 17.12. 1969 р. № 724   |
| 14.  | 3253          | Могила Жайворонка О. М, воїна-афганця, рядового.                              | Цукуринська сел/р, смт Цукурине, цвинтар.                 | 1987 р.              | -                         | 14.07. 1993 р. № 419   |
| 15.  | 541           | Пам'ятник Леніну В.І                                                          | пл. ім. Леніна.                                           | 1965 р.              | Скульптор Гевеке Я. П.    | 5.09. 1973 р. № 475    |
| 16.  | 2086          | Пам'ятник Маяковському. В. В                                                  | пл. ім. Маяковського.                                     | 1984 р.              | Скульптор Гнезділов В. Г. | 22.07. 1987 р. № 338-р |
| 17.  | 2078          | Пам'ятник Колесникову А. А., льотчику-земляку.                                | вул. Центральна.                                          | 1982 р.              | -                         | 10.11. 1984 р. № 663-р |
| 18.  | 540           | Пам'ятник Леніну В.І                                                          | Українська м/р, м. Українськ.                             | 1968 р.              | Скульптор Гевеке Я. П.    | 5.09. 1973 р. № 475    |
| 19.  | 2055          | Пам'ятник воїнам-землякам.                                                    | Курахівська сел/р, смт Курахівка, вул. Комсомольська, 47. | 1977 р.              | Скульптор Гевеке Я. П.    | 22.02. 1984 р. № 97    |
|      |               |                                                                               |                                                           |                      |                           |                        |

## Пам'ятки монументального мистецтва
| № пп | Охорон. номер | Найменування пам'ятки  | Місцезнаходження пам'ятки | Рік встановлення | Автор                                                 | Рішення              |
| ---- | ------------- | ---------------------- | ------------------------- | ---------------- | ----------------------------------------------------- | -------------------- |
| 1.   | 2056          | Пам'ятник Леніну В. І. | пл. ім. 50-річчя Жовтня.  | 1982 р.          | Скульптор: Кузнецов К. А. Архітектор: Гнездилов В. Г. | 22.02. 1984 р. № 197 |
|      |               |                        |                           |                  |                                                       |                      |

Крім того, у 1987 р. у Селідовому було поставлено пам'ятник відомого донецького скульптора П.П.Гевеке - композиція 3-х козаків. На підвищенні в формі козацької могили відображено скульптурні фігури трьох козаків. У середині спертий на весло козак слухає побратима, який грає на бандурі. Його слухає також і третій козак, який, напівлежачи, оперся на руків'я шаблі.